# Découvertes Gallimard
Découvertes Gallimard (bogstaveligt talt „Opdagelser Gallimard“; på dansk: Ny viden om nyt og gammelt, varianttitel: Ny viden) er titlen på en serie af mere end syvhundrede bøger skabt af Pierre Marchand for det franske forlag Éditions Gallimard. Bøgerne vandt popularitet i begyndelsen af 1990'erne, hvor forskellige bind er blevet oversat til mere end 20 sprog.
Den rigt illustrerede serie fokuserer på arkæologi, historie, kultur, kunst, religion, videnskab fra antikken til moderne tid. Det første bind handler om det gamle Egypten og udgivet den 21. november 1986, skrevet af den franske egyptolog Jean Vercoutter (en). Der er i øjeblikket mere end femhundrede forfattere skrevet til serien.
Forlaget Roth begyndte at udgive serien under titlen „Ny viden om nyt og gammelt“ i Danmark i 1993. Vikingerne – havenes erobrere er det første bind af den danske udgave.

## Liste over bøger
Liste over bøger i serien „Ny viden om nyt og gammelt“.
| Nr. | Dansk titel                              | Fransk titel                                | Forfatter             | Oversætter           | Udgivelsesår | ISBN               |
| --- | ---------------------------------------- | ------------------------------------------- | --------------------- | -------------------- | ------------ | ------------------ |
| 1   | Vikingerne – havenes erobrere            | Les Vikings, rois des mers                  | Yves Cohat            | Henning Dehn-Nielsen | 1993         | ISBN 87-89005-80-5 |
| 2   | Udforskningen af det gamle Egypten (fr)  | À la recherche de l’Égypte oubliée          | Jean Vercoutter (en)  | Karen-Vibeke Saggau  | 1993         | ISBN 87-89005-81-3 |
| 3   | Skriftens historie gennem 6000 år        | L’écriture, mémoire des hommes              | Georges Jean (en)     | Hugo Truelsen        | 1993         | ISBN 87-89005-85-6 |
| 4   | Dinosaurernes verden                     | Le monde perdu des dinosaures               | Jean-Guy Michard      | Hugo Truelsen        | 1993         | ISBN 87-89005-82-1 |
| 5   | »Rødhuderne« – Nordamerikas Indianere    | La terre des Peaux-Rouges                   | Philippe Jacquin (fr) | Karen-Vibeke Saggau  | 1993         | ISBN 87-89005-84-8 |
| 6   | ?                                        |                                             |                       |                      |              |                    |
| 7   | Fossiler – Spor fra en forsvunden verden | Les fossiles, empreinte des mondes disparus | Yvette Gayrard-Valy   | Hugo Truelsen        | 1993         | ISBN 87-89005-89-9 |